# Риф Апо
Риф Апо (таг. Bahurang Apo, себ. Kagaangan ang Apo, илок. Raw-ang Apo, англ. Apo Reef) — группа коралловых рифов на Филиппинах, расположенная в провинции Западный Миндоро в проливе Миндоро. Охватывая 34 км², риф является вторым по величине в мире и крупнейшим в стране. Риф и окружающие его воды площадью 274 км² являются Природным Парком Рифа Апо и охраняются государством. Это одно из самых известных и популярных мест для дайвинга в стране. Риф Апо является одним из самых популярных мест для дайвинга в окрестностях Миндоро, а некоторые называют его лучшим в Азии. 

## История
В соответствии с Президентской прокламацией №1801 с 1980 года риф перешёл под охрану государства как морской заповедник. Данная прокламацией уполномочила Филиппинское управление по туризму (PTA, ныне TIEZA) управлять и следить за данной территорией. Морским заповедником в соответствии с резолюцией Саблаяна, Западный Миндоро Сангуанианг Баян №1108 стал в 1983 году, а власти Филиппин определили риф как «специальной туристической зоной». В 1989 году Фондом Харибона, неправительственной организацией, была разработана концепция Интегрированной системы охраняемых территорий (IPAS) за счет гранта Всемирного фонда дикой природы (WWF) США, а к 1990 году была проведена Фаза I IPAS — исследование территории рифа длительностью в 18 месяцев. В 1992 году был принят Закон Республики №7586, устанавливающего правила и положения реализации закона о Национальной интегрированной системы охраняемых территорий (NIPAS). Вторая фаза IPAS была направлена на внедрение Проекта по сохранению приоритетных охраняемых территорий (CPPAP) и финансирования Глобального экологического фонда (CEF). Реализация этого проекта было возложено на правительство Филиппин (COP) через Департамент окружающей среды и природных ресурсов (DENR) и консорциум местных и национальных НПО, ориентированных на развитие и охрану окружающей среды, НПО по комплексным охраняемым территориям (NIPA). По итогу в 1996 году был образован национальный парк. 
16 мая 2006 году Филиппинский департамент охраны окружающей среды и природных ресурсов подал заявку в Комитет ЮНЕСКО на включение рифа Апо в список Всемирного природного наследия и в этому же году он добавлен в список. С 2007 года на территории парка запрещена любая рыбалка.

## Описание
Риф Апо находится в 15 морских милях (28 км) к западу от побережья ближайшего филиппинского острова Миндоро. Он отделён от острова проливом Миндоро. Риф состоит из двух систем, состоящей из 34 км² субтреугольных северного и южного атоллоподобных рифов, между которыми водный канал глубиной около 30 метров, открытым на запад. Канал тянется с востока на запад на глубине от 1,8 м до 30 м с мелким белым песчаным дном, многочисленными холмами и пятнами ветвистых кораллов под тёмно-синей водой. По всей площади расположено множество экосистем — от колоний кораллов численностью 400-500 видов и морских водорослей до мангровых зарослей. Обитателями водного простора рифа Апо являются акулы, скаты манта и шипохвостые скаты, а также сотни видов тропических рыб и беспозвоночных.
В восточной части рифовой системы находится так называемый Акулий Хребет – подводная гряда глубиной 25 метров, где больше всего можно наблюдать скатов, белоперых и черноперых акул. Ещё одно популярное место погружения дайверов, юго-западная часть, – Стенка Бинангаан (дайв-сайт), вокруг которой снуют горгонарии, груперы, скаровые рыбы и огромные тунцы. Самое глубокое место с сильным течением находится на севере рифа, глубина которого доходит до 900 метров, где лежат останки старого парохода. К западу от главного рифа лежит небольшой остров Апо, а недалеко от него, в 21 км от рифа Апо, – островок «Скала Охотников», вокруг которого в июне и июле собираются тысячи морских змей, для выведения потомства.
Сухопутная часть рифа состоит из трёх островов: Апо, Бинангаан и Кайос-дель-Бахо-Тинангкапанг. Самый большой из них — остров Апо (22,0 га), на котором растут мангровые заросли и прибрежная растительность, тогда как Бинангаан — скалистый остров из известняка с относительно небольшим количеством растительности, а Кайос-дель-Бахо (200-300 кв.м) — коралловое скальное образование без растительности.

## Дайвинг на Апо-Риф
В близи рифа Апо существует несколько дайв-сайтов с погружением более 40 метров, для этого в ближайших крупных городах представляют услуги несколько дайвинг клубов: Дайв-центр «Deluna», «Хельмунд дайв центр» и другие. Самым популярным, глубинным и приближенным к центру рифа является Apo Reef с острова Апо. У рифа Апо есть красивые стенки, но так как глубина моря в районе рифа достигает 500 метров, при погружениях нужно сохранять бдительность и осторожность. При хорошей видимости (с декабря по май) можно наблюдать белоплавниковых акул, серых рифовых акул, акул-молотов, мант, не говоря о сотнях видов тропических рыб и более 480 разновидностей беспозвоночных. Так как остров находится под охраной ЮНЕСКО, то в водах рифа можно встретить редких зелёных черепах, дюгоней, а также несколько видов дельфинов, находящихся под угрозой исчезновения.
Менее популярные, но используемые дайверами дайв-сайты: «Северная стена» (North Wall), «Акулий Хребет» (Shark Ridge), «Бинанганский свал», «Стенка Бинангаан», «Охотничья скала» (Hunter's Rock).